# Eduarda Amorim
Eduarda Idalina Amorim Taleska, nota anche come Duda Amorim (Blumenau, 23 settembre 1986), è un'ex pallamanista brasiliana, di ruolo terzino sinistro.
Ha giocato per il Győri ETO KC dal 2009 al 2021. Ha fatto parte della nazionale brasiliana dal 2006 al 2021.
Ha vinto il premio di migliore giocatrice IHF dell'anno 2014.

## Carriera

### Club

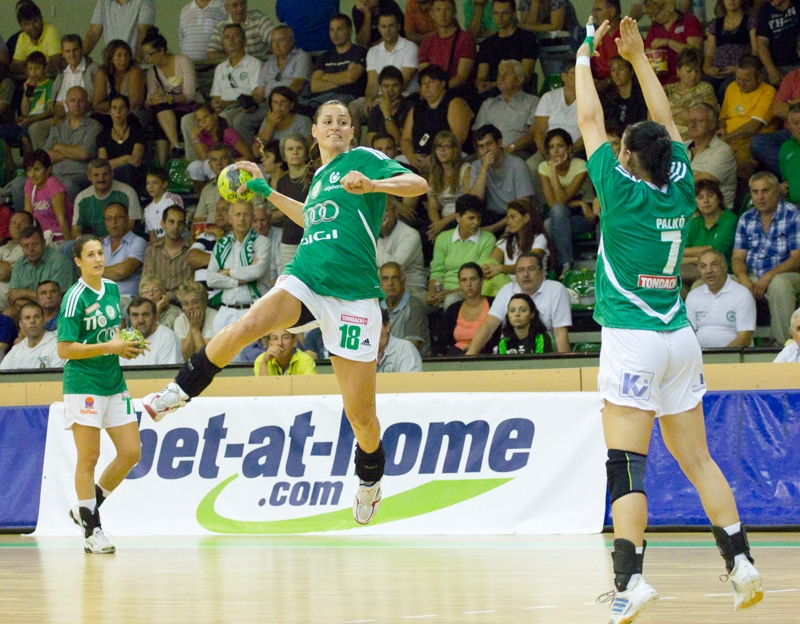
Eduarda Amorim nel 2011 in azione con la maglia del Győri ETO.

Eduarda Amorim iniziò a giocare a pallamano seguendo l'esempio della sorella maggiore Ana, che prese anche parte ai Giochi olimpici nel 2004 con la maglia della nazionale brasiliana. Dopo aver iniziato a livello giovanile nel Colégio Barão do Rio Branco, passò a giocare prima per il Metodista/São Bernardo e poi per l'USCS/São Caetano nel campionato brasiliano. Nel 2006 si trasferì in Europa, andando a giocare nella squadra macedone del Komental Skopje, dove la sorella Ana giocava già da due anni. Col Komental Skopje vinse per tre stagioni di fila sia il campionato che la coppa nazionale. Viste anche le difficoltà economiche che stava affrontando la società macedone, a metà febbraio 2009 Amorim si trasferì in Ungheria andando a giocare per il Győri ETO KC.
Ha giocato per il Győri ETO per 12 anni dal 2009 al 2021, vincendo, a livello nazionale, il campionato ungherese per 10 volte e la coppa d'Ungheria per 11 volte. A livello internazionale, ha vinto l'EHF Champions League per 5 volte e giocato la finale in altre due occasioni. Ha vinto il premio come migliore giocatrice IHF dell'anno 2014, grazie alle prestazioni col club, avendo vinto campionato, coppa nazionale ed EHF Champions League, nonché grazie alle prestazioni in nazionale. Ha vinto anche il premio come migliore giocatrice EHF per l'anno 2019. Al termine dell'edizione 2013-14 dell'EHF Champions League, vinta per la seconda volta consecutiva dal Győri ETO, è stata premiata come miglior terzino sinistro del torneo. Per cinque edizioni consecutive, dal 2016 al 2021, Amorim è stata premiata come miglior difensore dell'EHF Champions League, facendone una delle giocatrici più titolate della competizione.
Nel 2021, sebbene avesse inizialmente programmato di ritirarsi dall'attività agonistica, decise di lasciare il Győri ETO per trasferirsi in Russia al Rostov-Don. A fine marzo 2022 Amorim risolse il contratto con la società russa di comune accordo, dopo che l'EHF aveva escluso tutte le società russe dalle competizioni internazionali. Concluse la stagione 2021-22 nella squadra rumena del CSM Bucarest, vincendo la coppa di Romania e avendo la possibilità di giocare ancora in EHF Champions League.
Al termine della stagione 2021-22 si è ritirata dall'attività agonistica.

### Nazionale

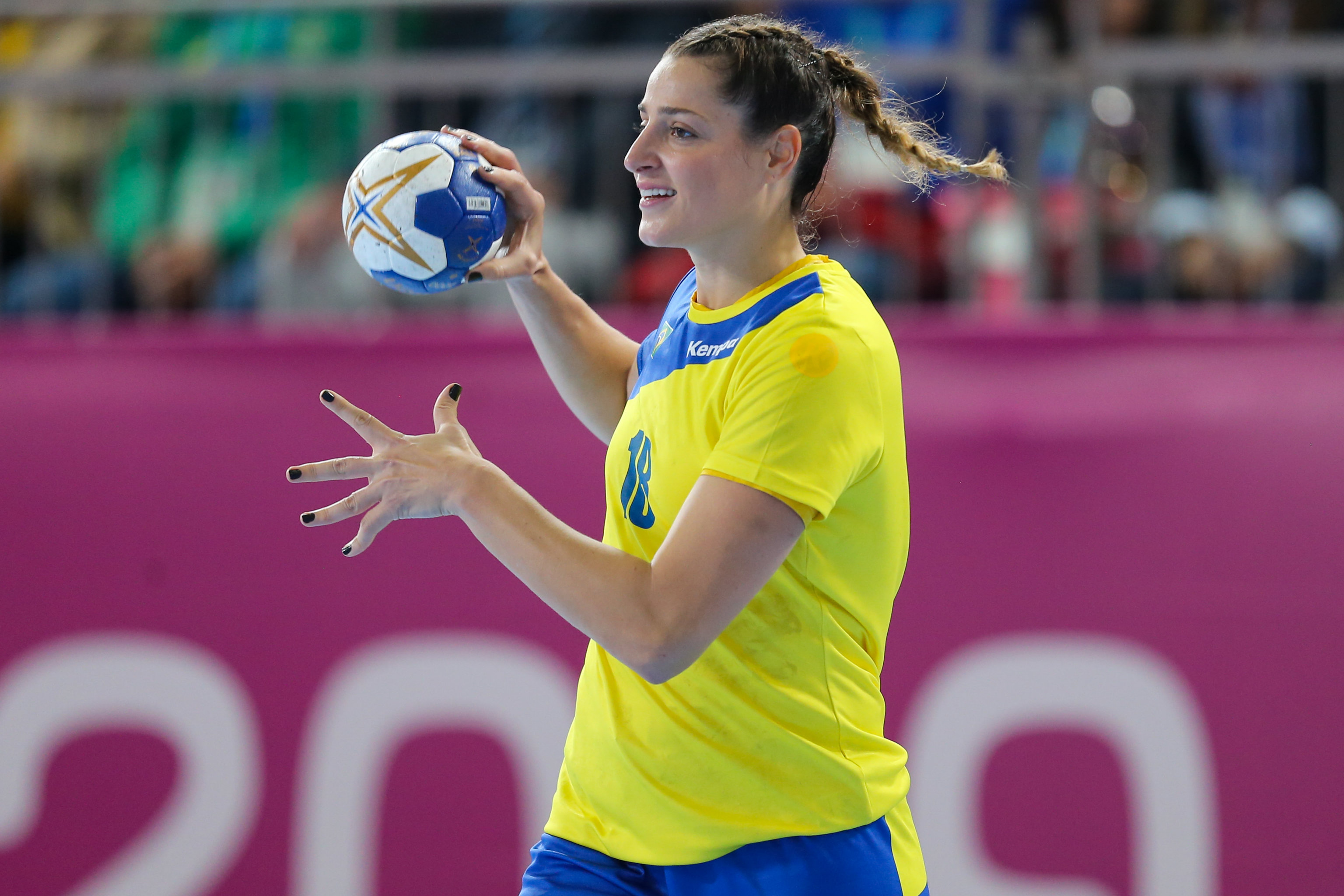
Eduarda Amorim con la maglia della nazionale brasiliana ai Giochi Panamericani 2019.

Eduarda Amorim ha fatto parte della selezione nazionale brasiliana sin da giovanissima, vincendo dei titoli a livello giovanile nel biennio 2003-04. Nel 2006 ha fatto il suo esordio con la nazionale maggiore. Con la nazionale ha partecipato a svariate fasi finali del campionato mondiale e del campionato panamericano, nonché a quattro edizioni dei Giochi Olimpici, nei quali non andò oltre la disputa dei quarti di finale.
Il miglior risultato ottenuto è rappresentato dalla medaglia d'oro conquistata al campionato mondiale 2013, vinto per la prima volta dal Brasile, dopo aver sconfitto in finale le padrone di casa della Serbia. Al termine del torneo venne eletta migliore giocatrice della manifestazione. Con la nazionale brasiliana ha vinto per tre volte il torneo di pallamano ai Giochi panamericani e per altre tre volte il campionato panamericano.

## Palmarès

### Club
- Campionato macedone: 3

Kometal Skopje: 2005-06, 2006-07, 2007-08
- Coppa di Macedonia: 3

Kometal Skopje: 2005-06, 2006-07, 2007-08
- Campionato ungherese: 10

Győri ETO KC: 2008-09, 2009-10, 2010-11, 2011-12, 2012-13, 2013-14, 2015-16, 2016-17, 2017-18, 2018-19
- Coppa d'Ungheria: 11

Győri ETO KC: 2008-09, 2009-10, 2010-11, 2011-12, 2012-13, 2013-14, 2014-15, 2015-16, 2017-18, 2018-19, 2020-21
- EHF Champions League: 5

Győri ETO KC: 2012-13, 2013-14, 2016-17, 2017-18, 2018-19
- Coppa di Romania: 1

CSM Bucarest: 2021-22

### Nazionale
- Campionato panamericano

 Oro: Rep. Dominicana 2007, Brasile 2011, Argentina 2017
 Argento: Cile 2009
- Giochi panamericani

 Oro: Rio de Janeiro 2007, Guadalajara 2011, Lima 2019
- Campionato mondiale

 Oro: Serbia 2013

### Individuale
- Miglior giocatrice dell'anno IHF: 1

2014
- Miglior giocatrice dell'anno EHF: 1

2019
- Migliore giocatrice al campionato mondiale: 1

Serbia 2013
- Migliore terzino sinistro dell'EHF Champions League: 1

2013-14
- Migliore difensore dell'EHF Champions League: 5

2015-16, 2016-17, 2018-19, 2019-20, 2020-21
- Migliore terzino sinistro del campionato panamericano: 1

Argentina 2017